# Luchthaven Dzjengis Khan
Luchthaven Dzjengis Khan (IATA: ULN, ICAO: ZMUB) is de internationale luchthaven van Ulaanbaatar, Mongolië. Het is de grootste luchthaven van het land en de enige die internationale lijnvluchten aanbiedt. Het is de thuisbasis van de nationale luchtvaartmaatschappijen MIAT Mongolian Airlines, Aero Mongolia en Eznis Airways.
Tot 21 december 2005 heette de luchthaven Buyant Ukhaa Airport, waarna deze werd vernoemd naar Dzjengis Khan om het 800-jarig bestaan van het Mongoolse Rijk te vieren.

## Luchtvaartmaatschappijen en bestemmingen
- Aero Mongolia - Altai, Bayankhongor, Choibalsan, Donoi, Hohhot, Hovd, Irkoetsk, Ölgii, Oyutolgoi, Ovoot, Ulaangom, Ürümqi
- Aeroflot - Moskou-Sjeremetjevo
- Air China - Peking-Capital
- Eznis Airways - Bayankhongor, Choibalsan, Dalanzadgad, Khovd, Khuvsgul, Ulaangom, Bayan Ulgii, Zavkhan, Oyutolgoi, Ovoot, Hailaar, Ulan-Ude
- Korean Air - Seoel-Incheon
- MIAT Mongolian Airlines - Peking-Capital, Berlijn-Tegel, Hong Kong, Moskou-Sjeremetjevo, Seoel-Incheon, Tokio-Narita; Osaka-Kansai, Tokio-Haneda (seizoensgebonden)
- Turkish Airlines, Istanboel
- Tianjin Airlines - Hohhot, Tianjin
- Ural Airlines - Jekaterinenburg, Sanya

## Luchthavenfaciliteiten
- Er is een hangar voor vracht op Chinggis Khaan International Airport.